# Saski Baskonia 2000-2001
Questa voce raccoglie le informazioni riguardanti il Saski Baskonia nelle competizioni ufficiali della stagione 2000-2001.

## Stagione
La stagione 2000-2001 del Saski Baskonia è la 28ª nel massimo campionato spagnolo di pallacanestro, la Liga ACB.

## Roster
Aggiornato al 15 novembre 2021.
| TAU Cerámica 2000-01 | TAU Cerámica 2000-01 |
| Giocatori            | Staff tecnico        |
| -------------------- | -------------------- |

| N. | Naz.                                           | Ruolo | Nome                  | Anno | Alt.   | Peso   |  |
| -- | ---------------------------------------------- | ----- | --------------------- | ---- | ------ | ------ |  |
| 4  | Argentina (bandiera) · Spagna (bandiera)       | AG    | Luis Scola            | 1980 | 206 cm | 107 kg |  |
| 5  | Spagna (bandiera)                              | C     | Daniel García         | 1975 | 207 cm |        |  |
| 6  | Stati Uniti (bandiera)                         | P     | Elmer Bennett (C)     | 1970 | 183 cm | 77 kg  |  |
| 7  | Francia (bandiera)                             | AP    | Laurent Foirest       | 1973 | 197 cm | 95 kg  |  |
| 8  | Spagna (bandiera)                              | G     | Javier Buesa          | 1978 | 196 cm |        |  |
| 8  | Mali (bandiera) · Francia (bandiera)           | P     | Oumarou Toure         | 1979 | 180 cm |        |  |
| 9  | Spagna (bandiera)                              | AP    | Sergi Vidal           | 1981 | 199 cm | 85 kg  |  |
| 10 | Lituania (bandiera)                            | AP    | Mindaugas Timinskas   | 1974 | 200 cm | 97 kg  |  |
| 11 | Lituania (bandiera)                            | A     | Saulius Štombergas    | 1973 | 202 cm | 100 kg |  |
| 12 | Argentina (bandiera) · Italia (bandiera)       | AP    | Andrés Nocioni        | 1979 | 203 cm | 102 kg |  |
| 13 | Stati Uniti (bandiera)                         | C     | Victor Alexander      | 1969 | 207 cm | 120 kg |  |
| 14 | Argentina (bandiera) · Italia (bandiera)       | C     | Fabricio Oberto       | 1975 | 208 cm | 111 kg |  |
| 15 | Stati Uniti (bandiera) · Italia (bandiera)     | P     | Chris Corchiani       | 1968 | 185 cm | 88 kg  |  |
| -  | Rep. Dominicana (bandiera) · Spagna (bandiera) | C     | Miguel Ángel Pichardo | 1980 | 206 cm |        |  |

| Allenatore                                                                  |
| - Duško Ivanović                                                            |
| Assistente/i                                                                |
| - José Ángel Samaniego Legenda - (C) Capitano - (IN) Inattivo - Infortunato |

## Mercato

### Sessione estiva
| Acquisti | Acquisti              | Acquisti          | Acquisti      | Acquisti |
| R.a      | Nome                  | da                | Modalità      |          |
| -------- | --------------------- | ----------------- | ------------- | -------- |
| A        | Saulius Štombergas    | Free agent        | definitivo    |          |
| C        | Victor Alexander      | PAOK Salonicco    | definitivo    |          |
| AG       | Luis Scola            | Gijón             | fine prestito |          |
| C        | Daniel García         | Manresa           | definitivo    |          |
| AP       | Mindaugas Timinskas   | Žalgiris Kaunas   | definitivo    |          |
| AP       | Sergi Vidal           | Joventut Badalona | definitivo    |          |
| C        | Miguel Ángel Pichardo | Patronato Bilbao  | definitivo    |          |

| Cessioni | Cessioni             | Cessioni        | Cessioni         | Cessioni |
| R.       | Nome                 | a               | Modalità         |          |
| -------- | -------------------- | --------------- | ---------------- | -------- |
| GA       | Roger Esteller       | Pau-Lacq-Orthez | fine contratto   |          |
| G        | Juan Espil           | Virtus Roma     | fine contratto   |          |
| AG       | Jorge Garbajosa      | Pall. Treviso   | fine contratto   |          |
| P        | Javier Rodríguez     | Gijón           | fine contratto   |          |
| AP       | Andrés Nocioni       | Manresa         | fine contratto   |          |
| C        | Juan Antonio Morales | Paniōnios       | fine contratto   |          |
| P        | Ricardo Úriz         | Los Barrios     | fine contratto   |          |
| C        | Sherron Mills        |                 | ritirato         |          |
| P        | José Calderón        | Alicante        | rinnovo prestito |          |
| C        | Tiago Splitter       | Alava           | prestito         |          |

### Dopo l'inizio della stagione
| Acquisti | Acquisti       | Acquisti | Acquisti    | Acquisti   |
| R.       | Nome           | da       | Data        | Modalità   |
| -------- | -------------- | -------- | ----------- | ---------- |
| AP       | Andrés Nocioni | Manresa  | maggio 2001 | definitivo |

| Cessioni | Cessioni | Cessioni | Cessioni | Cessioni |
| R.       | Nome     | a        | Data     | Modalità |
| -------- | -------- | -------- | -------- | -------- |